# ألينا ماكسيمنكو
ألينا أولكساندريفنا ماكسيمنكو (الأوكرانية: Аліна Олександрівна Максименко ، من مواليد 10 يوليو 1991) هي لاعبة جمباز إيقاعية سابقة، شاركت كعضو في المجموعة الأوكرانية في دورة الألعاب الأولمبية الصيفية 2008 في بكين، الصين. احتلوا المركز الثامن في نهائيات المجموعة الشاملة، في بطولة العالم لعام 2009 في اليابان ، بدأت المنافسة كلاعب جمباز فردي واحتلت المركز السادس عشر في النهائي الشامل. في بطولة العالم 2010 في موسكو، روسيا ، احتلت المركز الخامس في النهائي الشامل. كانت أيضًا واحدة من لاعبي الجمباز الوحيدين الذين تأهلوا لجميع نهائيات الحدث (والآخر هي عليا قراييفا).

## روابط خارجية
- ألينا ماكسيمنكو في الاتحاد الدولي للجمباز

- ألينا ماكسيمنكو في اللجنة الأولمبية الدولية
- ألينا ماكسيمنكو على إنستغرام